# Eupteryx aurata
Eupteryx aurata is een cicade die behoort tot de familie dwergcicaden (Cicadellidae). Hij komt voor op diverse kruiden, vooral op brandnetel in beschaduwde, min of meer vochtige biotopen. Imago's komen voor van mei tot oktober.